# Body Farm
Als Body Farm wird im Allgemeinen ein Gelände bezeichnet, auf dem wissenschaftliche Studien zu postmortalen Veränderungen an Menschen, also über Verwesungsprozesse von Leichen, an freier Luft erfolgen können. Weltweit gibt es bis heute nur sehr wenige derartige Einrichtungen, davon vier in den Vereinigten Staaten von Amerika, eine in den Niederlanden und eine in Australien. Die Anthropologin Shamshad (Roma) Khan plant die Einrichtung einer Body Farm in Indien unter der Bezeichnung Investigative Scientific & Anthropological Analysis Facility (INSAAF).

## Body Farm der University of Tennessee

### Grundsätzliches
Im engeren Sinne ist mit dem Begriff Body Farm ein zur University of Tennessee gehörendes Gelände gemeint. Offiziell trägt das etwa 12.000 Quadratmeter große Gelände den Namen Anthropological Research Facility (ARF). Das bewaldete Grundstück liegt einige Meilen vom Campus der Universität in Knoxville (Tennessee) entfernt und wird vom Department of Anthropology betreut. Dies hängt damit zusammen, dass in den Vereinigten Staaten Obduktionen von Fachärzten für Pathologie vorgenommen werden. Diese haben meist eine Zusatzausbildung in Rechtsmedizin, heißen deshalb forensic pathologist. Ein Rechtsmediziner in Deutschland muss dagegen nicht zwangsläufig auch Pathologe sein. Das gut gesicherte Gelände darf nur von Wissenschaftlern, in erster Linie Anthropologen und Kriminologen sowie freiwilligen Körperspendern betreten werden.

### Das Gelände in Tennessee
Das Gelände selbst war ursprünglich eine Mülldeponie, bis es 1971 von dem forensischen Anthropologen William M. Bass umfunktioniert wurde. Es war bis 2006 das einzige Freiluft-Labor weltweit, auf dem Wissenschaftler den Zerfall menschlicher Leichen untersuchen konnten. Untersucht werden beispielsweise Einflüsse von Todesart, Alter, Geschlecht, Witterung oder Leichenlagerung auf die Verwesungsgeschwindigkeit. Der Verwesungsprozess wird dazu dokumentiert, alle sechs Stunden werden die Leichen von Digitalkameras fotografiert, gleichzeitig werden Randbedingungen, wie Lufttemperatur oder Luftfeuchtigkeit, aufgezeichnet. In Zusammenarbeit mit Wissenschaftlern des Oak Ridge National Laboratory werden Geruchsproben entnommen und anschließend gaschromatographisch und massenspektrometrisch auf ihre Zusammensetzung hin analysiert. Entomologen untersuchen die Besiedelung der Leichen durch Insekten. Das Gelände wird auch zur Ausbildung von Special Agents des FBI genutzt, die dort einen zu ihrer Ausbildung gehörenden Grundkurs in forensischer Entomologie absolvieren. Ursprünglich fand dieser Outdoor Recovery Course an der FBI-Academy in Quantico, Virginia, statt, fiel aber einer Budgetkürzung zum Opfer.
Auf der Body Farm liegen stets rund 40 Leichen in unterschiedlichen Verwesungsstadien. Trotz relativ restriktiver Bedingungen – keine ansteckenden Krankheiten, Übernahme der Transportkosten nur im Umkreis von 200 Meilen – übersteigt die Anzahl an Körperspenden den jährlichen Bedarf der Fakultät. Vollständig verweste Leichen werden im Rahmen einer einmal jährlich stattfindenden Clean Up Party vom Gelände entfernt. Die Skelette werden, in Abhängigkeit vom letzten Willen des Spenders, bestattet oder der William M. Bass Donated Skeletal Collection, der weltweit umfangreichsten Skelettsammlung, hinzugefügt.
Nach der Emeritierung von William M. Bass übernahm Murray Marks dessen Aufgaben, offiziell verantwortlich ist Richard Jantz, der einst Humboldt-Stipendiat in Deutschland war. Diverse Artefakte aus der Zeit von Bass existieren aber noch heute, so ein großes, von Hand gemaltes Schild mit seiner privaten Telefonnummer und zwei typische US-Briefkästen, die Bass für „Post“ angebracht hatte.

### Erwähnung in Medien
Diese erste und lange Zeit einzige Body Farm wird in verschiedenen Sachbüchern beschrieben, in Romanen erwähnt, es gibt zwei Dokumentarfilme und sie war Drehort zweier populärer Fernsehserien:
- Im Buch Death’s Acre (deutscher Titel: Der Knochenleser) beschreibt der Gründer William M. Bass zusammen mit dem Dokumentarfilmer und Autor Jon Jefferson in 20 Kapiteln ausführlich und detailgetreu die Entwicklung der Einrichtung und berichtet über spannende Fälle.
- Der in Deutschland bekannte Kriminalbiologe Mark Benecke besuchte die Body Farm im März 2002 und schildert seine Erfahrungen in dem Buch Mordmethoden. Ermittlungen des bekanntesten Kriminalbiologen der Welt. In seinem Newsletter schreibt Benecke:

„Schwer staunen musste der Autor übrigens, als er eine der lockeren Leichen-Abdeckungen auf der „Body Farm“ wegzog. Zwar summte ein sehr beachtlicher Fliegen-Schwarm auf, statt des erwarteten Fäulnis-Stadiums lag aber eine fast unberührte, wächserne Leiche im Gras. Es handelte sich um einen „einbalsamierten“ (mit Konservierungs-Mitteln gefüllten) Körper […]“

- Eine weitere Besucherin war die Autorin Mary Roach, ihre Eindrücke schildert sie in einem Kapitel ihres Buches Stiff. The Curious Lives of Human Cadavers.
- Die Hauptfigur der Autorin Patricia Cornwell, Kay Scarpetta, benötigt die Mithilfe der Einrichtung zur Auflösung eines Mordfalls im gleichnamigen Kriminalroman Body Farm.
- Simon Beckett diente die Body Farm als Inspiration seiner Thriller Die Chemie des Todes und Leichenblässe.
- Der Autor und Dokumentarfilmer Jon Jefferson drehte im Auftrag des National Geographic Channel zwei Dokumentationen über die Body Farm, Biography of a Corpse und Anatomy of a Corpse.
- Der WDR-Dokumentarfilm Dinge, die man tun kann, wenn man tot ist (2007), geht über weite Strecken auf die Body Farm ein.
- Die Dreharbeiten der CSI-Folge Burden of Proof – Die Last der Beweise und der Dead-Zone-Folge Coming Home – Im Wald der Toten fanden auf dem Gelände der Body Farm statt.
- Die Fotografin Sally Mann besuchte eine Body Farm im Zuge ihres Projekts „What Remains“ 2002. Die Künstlerin benutzte ein fotografisches Verfahren aus dem 19. Jahrhundert (Trockenplatte), um den Fotografien der Leichen die Bildschärfe zu nehmen und das Thema der Vergänglichkeit in den Bildern zu betonen. Die bei dem Projekt entstandenen großformatigen Fotografien wurden zunächst in der Gagosian Gallery in New York ausgestellt und in weiterer Folge auch in Helsinki, wo die Ausstellung eine Kontroverse über die Ausstellbarkeit von fotografierten Leichen lostrat.[1]
- Die amerikanische Künstlerin Taryn Simon (geb. 1975) fotografierte im Rahmen ihrer Fotografie-Serie „An American Index of the Hidden and Unfamiliar“ 2003–2007 auf einer Body Farm die verwesende Leiche eines Jungen.[2]
- Die Rizzoli & Isles Folge „Gegen die Zeit“ (Deadly Harvest), in der vierten Folge der Staffel 6 beschäftigt sich mit der Body Farm.

### Sammlungen und Forschung

#### William M. Bass Forensic Skeletal Collection
Die William Bass Forensic Skeletal Collection für Forschung und Lehre entstand in den 1970er Jahren in seiner Amtszeit als staatlicher gerichtsmedizinischer Anthropologe und besteht aus über 100 Skeletten. Einige wenige Individuen konnten identifiziert werden, während die meisten Skelette in dieser Sammlung unbekannt bleiben. Verschiedene Arten von postmortalen Traumata wie Schusswunden, Stichwunden, Schnittwunden und Verletzungen durch stumpfe Gewalteinwirkungen, sind in dieser Sammlung vertreten. Die Skelettfunde stammen überwiegend aus Tennessee.

#### William M. Bass Donated Skeletal Collection
Diese Skelettsammlung wurde 1981 unter der Leitung von Bass gegründet und umfasst zurzeit über 700 Individuen aller Altersgruppen und wächst stetig. Forschungsbereiche, die von dieser Sammlung profitieren, reichen von skelettbiologischen und gerichtsmedizinischen bis hin zu dentalen, biomedizinischen und genetischen Feldern. Das demografische Profil beinhaltet überwiegend Menschen amerikanischer, europäischer, afrikanischer und hispanischer Abstammung.

#### Forensic Anthropology Data Bank
Die Forensic Anthropology Data Bank wurde 1986 mit einem Stipendium des National Institute of Justice gegründet. Die FDB enthält umfangreiche demografische Informationen zu vielen Fällen, einschließlich kranialer ("zum Schädel hin") und postkranialer ("hinter dem Schädel") Traumata, angeborener Eigenschaften und dentaler Veränderungen. Des Weiteren werden zurzeit 3D-koordinierte Daten für Fälle gesammelt, die auf den Body Farmen analysiert werden.

## Body Farm der Western Carolina University
Die zweite Body Farm wurde 2006 an der Western Carolina University in Cullowhee (North Carolina) eingerichtet und gehört zum Western Carolina Human Identification Laboratory. Auch auf diesem Gelände finden wissenschaftliche Studien über Verwesungsprozesse statt. Ein weiterer Zweck ist die Ausbildung von Leichenspürhunden.

## Body Farm der Texas State University
Die forensisch-anthropologische Forschungseinrichtung wurde kürzlich von der Texas State University beauftragt und steht unter der Leitung von Michelle Hamilton, einer ehemaligen Studentin von Bill Bass. Die Body Farm ist komplett funktionstüchtig und wird Teil des Forensic Anthropology Center in Texas (F.A.C.T.S.) werden. Die Einrichtung hat eine Spende über 100.000 $ von dem angesehenen Professor Emeritus der Texas State University erhalten und damit den Bau des danebenliegenden Labors ermöglicht. Die Entwicklung der Einrichtung wurde durch die Mitarbeit von Jerry Melbye realisiert.
Vor der Auswahl des Ortes hielten Einwände der Ortsansässigen und des in der Nähe gelegenen San Marcos Municipal Airport die Verwirklichung auf, da diese wegen der kreisenden Geier beunruhigt waren. Aber am 12. Februar 2008 gab die Texas State University die freie Ranch, gelegen an der County Road 213 im Norden von San Marcos, als neues Gebiet der Einrichtung bekannt.

## Sam Houston State University
Die Southeast Texas Applied Forensic Science Facility aka. STAIFS ist eine hochmoderne Forschungs- und Trainingseinrichtung, dessen Hauptaugenmerk auf der Anwendung forensischen Wissens auf menschliche Körper liegt. Außerdem werden Unmengen an Beweisen durch vorsichtiges Erkennen, Sammeln und Aufbewahren herausgelesen. Die Einrichtung wurde vom Anatomical Board of Texas anerkannt und akzeptiert Spenden von menschlichen Körpern für wissenschaftliche Zwecke.
Das Institut trainiert Studenten, Gesetzeshüter, Akademiker und forensische Spezialisten.
Die Fakultät liegt im Zentrum des Biologiestudienbereichs der Sam Houston State University: ein 247 Hektar großes Stück Land, das an den Sam Houston National Forest grenzt und sogar ein Flussgebiet bereitstellt. Ein Hektar des Hochsicherheitszauns umgibt die Outdoor Forschungseinrichtung mit einem zusätzlichen leicht-gesicherten Bereich für andere forensische Trainings, wie z. B. Such- und Erhaltungs-Manöver, der 8 Hektar umfasst. Auf dem Außenbereich sind Web Cams installiert, die die Zeitspanne verschiedener Obduktionsaktivitäten aufzeichnen und sie an Computer auf dem Campus und unabhängige Computer senden.
Das Gebäude ist wie ein Leichenschauhaus gestaltet, bestehend aus Kühl- und Gefrierhäusern, modernem Leichenhallen-Equipment und -Werkzeug sowie digitalen Röntgengeräten und Mikroskopen.
Die Umgebung in Süd-Ost-Texas unterscheidet sich sehr von der im Osten von Texas. Der Osten von Texas hat eine durchschnittliche Jahrestemperatur von 19 °C (67 °F). In Houston dagegen beträgt sie 23 °C (75 °F). Neben der Temperatur spielen auch andere Faktoren eine große Rolle beim Zerfallprozess, sodass andere Verwesungsergebnisse zustande kommen können.

## Andere Einrichtungen

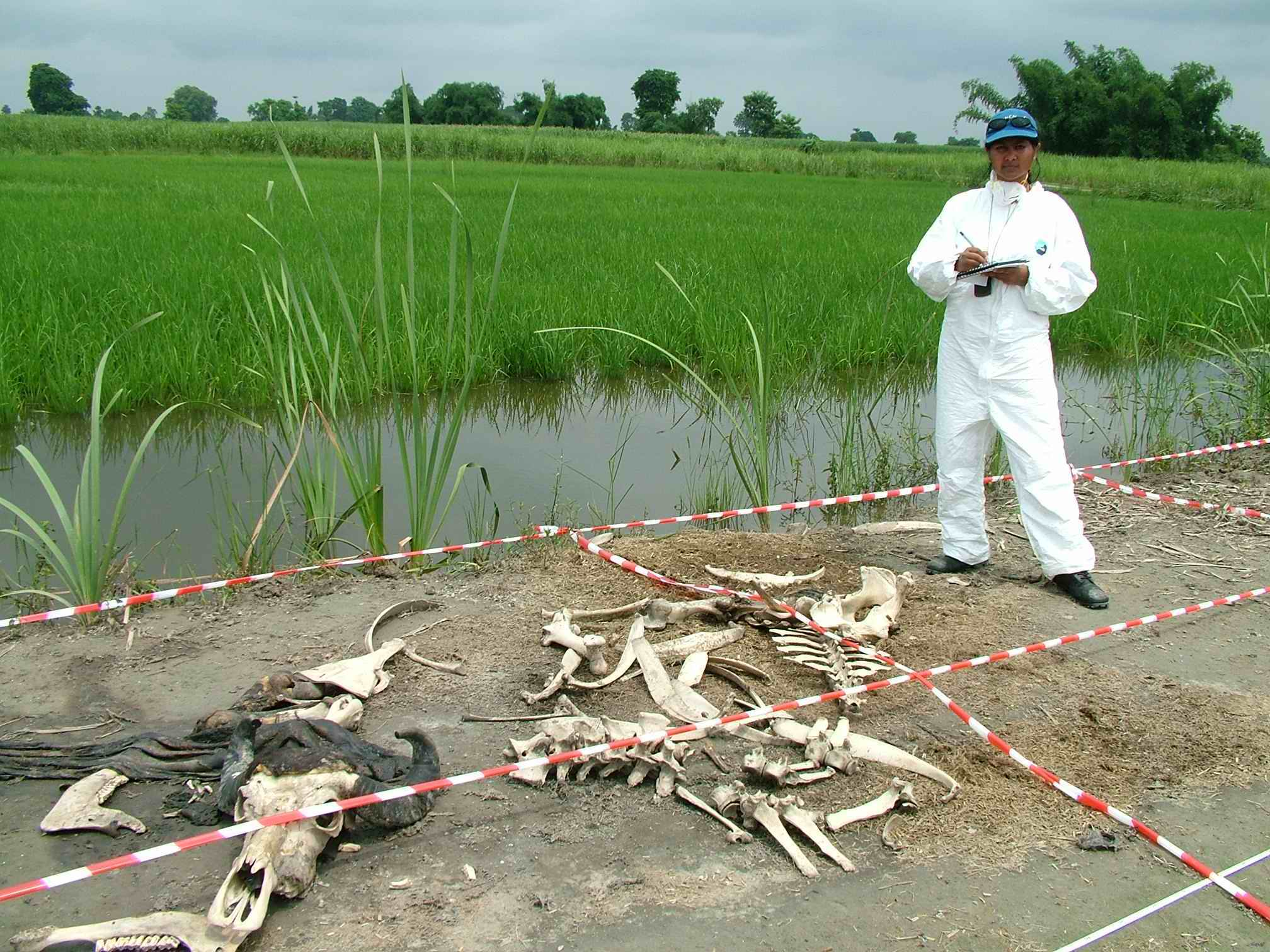
Untersuchung zu Verwesungsprozessen an einem Büffel

Es gab noch andere Vorschläge zur Eröffnung von "Body Farmen" an anderen Standorten in den USA und anderswo. Wenige von ihnen waren bis jetzt erfolgreich; so war zum Beispiel 2003 eine Einrichtung in Las Vegas geplant, die aber nicht in der Lage war, die Finanzierung zu sichern.
Roma Khan aus Indien unternimmt gerade erste Schritte eine „Body Farm“ in ihrem Heimatland zu errichten, in Anlehnung an das Original in den USA.